# (3951) Zichichi
(3951) Zichichi es un asteroide perteneciente al cinturón de asteroides, descubierto el 13 de febrero de 1986 por el equipo del Observatorio Astronómico de San Vittore desde el Observatorio Astronómico de San Vittore, Bolonia, Italia.

## Designación y nombre
Designado provisionalmente como 1986 CK1. Fue nombrado Zichichi en honor al físico nuclear italiano Antonino Zichichi.